# Liste der denkmalgeschützten Objekte in Nové Zámky
Die Liste der denkmalgeschützten Objekte in Nové Zámky enthält die 47 nach slowakischen Denkmalschutzvorschriften geschützten Objekte in der Gemeinde Nové Zámky im Okres Nové Zámky.

## Denkmäler
| Foto |                 | Denkmal / č. ÚZPF                                | Standort / Konskr. Nr.                                           | Offizielle Beschreibung                                 | Beschreibung                                                                          | Metadaten                                                                 |
| ---- | --------------- | ------------------------------------------------ | ---------------------------------------------------------------- | ------------------------------------------------------- | ------------------------------------------------------------------------------------- | ------------------------------------------------------------------------- |
|      | Datei hochladen | Gedenktafel(sk) ObjektID: 404-348/0              | KG: Nové Zámky Konskr.Nr.:                                       | sov.armáda;PT-oslob.žel.stanice                         | für die Sowjetarmee, Befreiung des Bahnhofs                                           | č. NKP: 404-348/0 Stand des NKP: 2012-02-08 Name: TABUĽA PAMÄTNÁ          |
| ja   | Datei hochladen | Gedenktafel(sk) ObjektID: 404-352/0              | KG: Nové Zámky Konskr.Nr.:                                       | Majzon Ján;1849-1921,národovec                          | für Ján Majzon, Patriot                                                               | č. NKP: 404-352/0 Stand des NKP: 2012-02-08 Name: TABUĽA PAMÄTNÁ          |
|      | Datei hochladen | Gemeinschaftsgrab(sk) ObjektID: 404-354/0        | KG: Nové Zámky Konskr.Nr.:                                       | židovské obete fašizmu;                                 | der jüdischen Opfer des Faschismus                                                    | č. NKP: 404-354/0 Stand des NKP: 2012-02-08 Name: HROB SPOLOČNÝ           |
| ja   | Datei hochladen | Kapelle(sk) ObjektID: 404-360/1                  | Standort KG: Nové Zámky Konskr.Nr.: 4766                         | r.k.P.M.;kaplnka P.M.Sedembolestnej                     | römisch-katholische Kirche Maria der sieben Schmerzen                                 | č. NKP: 404-360/1 Stand des NKP: 2012-02-08 Name: KAPLNKA                 |
| ja   | Datei hochladen | Kreuz mit Korpus(sk) ObjektID: 404-360/2         | Standort KG: Nové Zámky Konskr.Nr.:                              | Ukrižovaný Kristus;socha Krista na kríži                | der gekreuzigte Christus                                                              | č. NKP: 404-360/2 Stand des NKP: 2012-02-08 Name: KRÍŽ S KORPUSOM I.      |
| ja   | Datei hochladen | Statue(sk) ObjektID: 404-360/3                   | KG: Nové Zámky Konskr.Nr.:                                       | Mária Magdaléna;socha Márie Magdalény                   | Maria Magdalena                                                                       | č. NKP: 404-360/3 Stand des NKP: 2012-02-08 Name: SOCHA                   |
| ja   | Datei hochladen | Kreuz mit Korpus(sk) ObjektID: 404-360/4         | Standort KG: Nové Zámky Konskr.Nr.:                              | lotor pravý;kríž so sochou lotra-pravý                  | Dieb rechts                                                                           | č. NKP: 404-360/4 Stand des NKP: 2012-02-08 Name: KRÍŽ S KORPUSOM II.     |
| ja   | Datei hochladen | Kreuz mit Korpus(sk) ObjektID: 404-360/5         | Standort KG: Nové Zámky Konskr.Nr.:                              | lotor ľavý;kríž so sochou lotra-ľavý                    | Dieb links                                                                            | č. NKP: 404-360/5 Stand des NKP: 2012-02-08 Name: KRÍŽ S KORPUSOM III.    |
| ja   | Datei hochladen | Statue(sk) ObjektID: 404-360/6                   | KG: Nové Zámky Konskr.Nr.:                                       | Panna Mária;socha Panny Márie                           | Jungfrau Maria                                                                        | č. NKP: 404-360/6 Stand des NKP: 2012-02-08 Name: SOCHA                   |
| ja   | Datei hochladen | Statue(sk) ObjektID: 404-360/7                   | KG: Nové Zámky Konskr.Nr.:                                       | sv.Ján Evanjelista;socha sv.Jána Evanjelistu            | St. Johannes der Evangelist                                                           | č. NKP: 404-360/7 Stand des NKP: 2012-02-08 Name: SOCHA                   |
| ja   | Datei hochladen | Kapelle(sk) ObjektID: 404-360/8                  | Standort KG: Nové Zámky Konskr.Nr.:                              | r.k.Božieho hrobu;Boží hrob                             | römisch-katholische Kapelle zum Heiligen Grab                                         | č. NKP: 404-360/8 Stand des NKP: 2012-02-08 Name: KAPLNKA                 |
| ja   | Datei hochladen | Kreuzwegkapelle(sk) ObjektID: 404-360/9          | Standort KG: Nové Zámky Konskr.Nr.:                              | 1.zastavenie;Pilát odsudzuje Krista                     | 1. Station, Pilatus verurteilt Jesus                                                  | č. NKP: 404-360/9 Stand des NKP: 2012-02-08 Name: KAPLNKA KRÍŽOVEJ CESTY  |
| ja   | Datei hochladen | Kreuzwegkapelle(sk) ObjektID: 404-360/10         | Standort KG: Nové Zámky Konskr.Nr.:                              | 2.zastavenie;Kristus berie kríž                         | 2. Station, Jesus nimmt das Kreuz                                                     | č. NKP: 404-360/10 Stand des NKP: 2012-02-08 Name: KAPLNKA KRÍŽOVEJ CESTY |
| ja   | Datei hochladen | Kreuzwegkapelle(sk) ObjektID: 404-360/11         | Standort KG: Nové Zámky Konskr.Nr.:                              | 3.zastavenie;1.pád Krista pod krížom                    | 3. Station, 1. Sturz Jesu unterm Kreuz                                                | č. NKP: 404-360/11 Stand des NKP: 2012-02-08 Name: KAPLNKA KRÍŽOVEJ CESTY |
| ja   | Datei hochladen | Kreuzwegkapelle(sk) ObjektID: 404-360/12         | Standort KG: Nové Zámky Konskr.Nr.:                              | 4.zastavenie;Stretnutie Krista s P.M.                   | 4. Station, Jesus trifft Maria                                                        | č. NKP: 404-360/12 Stand des NKP: 2012-02-08 Name: KAPLNKA KRÍŽOVEJ CESTY |
| ja   | Datei hochladen | Kreuzwegkapelle(sk) ObjektID: 404-360/13         | Standort KG: Nové Zámky Konskr.Nr.:                              | 5.zastavenie;Šimon pomáha Kristovi                      | 5. Station, Simon hilft Jesus                                                         | č. NKP: 404-360/13 Stand des NKP: 2012-02-08 Name: KAPLNKA KRÍŽOVEJ CESTY |
| ja   | Datei hochladen | Kreuzwegkapelle(sk) ObjektID: 404-360/14         | Standort KG: Nové Zámky Konskr.Nr.:                              | 6.zastavenie;Kristus a Veronika                         | 6. Station, Jesus und Veronika                                                        | č. NKP: 404-360/14 Stand des NKP: 2012-02-08 Name: KAPLNKA KRÍŽOVEJ CESTY |
| ja   | Datei hochladen | Kreuzwegkapelle(sk) ObjektID: 404-360/15         | Standort KG: Nové Zámky Konskr.Nr.:                              | 7.zastavenie;2.pád Krista pod krížom                    | 7. Station, 2. Sturz Jesu unterm Kreuz                                                | č. NKP: 404-360/15 Stand des NKP: 2012-02-08 Name: KAPLNKA KRÍŽOVEJ CESTY |
| ja   | Datei hochladen | Kreuzwegkapelle(sk) ObjektID: 404-360/16         | Standort KG: Nové Zámky Konskr.Nr.:                              | 8.zastavenie;Kristus napomína plačúce ženy              | 8. Station, Jesus ermuntert die weinenden Frauen                                      | č. NKP: 404-360/16 Stand des NKP: 2012-02-08 Name: KAPLNKA KRÍŽOVEJ CESTY |
| ja   | Datei hochladen | Kreuzwegkapelle(sk) ObjektID: 404-360/17         | Standort KG: Nové Zámky Konskr.Nr.:                              | 9.zastavenie;3.pád Krista pod krížom                    | 9. Station, 3. Sturz Jesu unterm Kreuz                                                | č. NKP: 404-360/17 Stand des NKP: 2012-02-08 Name: KAPLNKA KRÍŽOVEJ CESTY |
| ja   | Datei hochladen | Kreuzwegkapelle(sk) ObjektID: 404-360/18         | Standort KG: Nové Zámky Konskr.Nr.:                              | 10.zastavenie;Vyzliekanie Krista                        | 10. Station, Entkleiden Jesu                                                          | č. NKP: 404-360/18 Stand des NKP: 2012-02-08 Name: KAPLNKA KRÍŽOVEJ CESTY |
| ja   | Datei hochladen | Kreuzwegkapelle(sk) ObjektID: 404-360/19         | Standort KG: Nové Zámky Konskr.Nr.:                              | 11.zastavenie;Pribíjanie Krista na kríž                 | 11. Station, Jesus wird ans Kreuz geschlagen                                          | č. NKP: 404-360/19 Stand des NKP: 2012-02-08 Name: KAPLNKA KRÍŽOVEJ CESTY |
| ja   | Datei hochladen | Kreuzwegkapelle(sk) ObjektID: 404-360/20         | Standort KG: Nové Zámky Konskr.Nr.:                              | 12.zastavenie;Snímanie Krista z kríža                   | 12. Station, Abnahme Jesu vom Kreuz                                                   | č. NKP: 404-360/20 Stand des NKP: 2012-02-08 Name: KAPLNKA KRÍŽOVEJ CESTY |
| ja   | Datei hochladen | Stiegenhaus und Tor(sk) ObjektID: 404-360/21     | Standort KG: Nové Zámky Konskr.Nr.:                              | hlavná brána,schodisko                                  | das Haupttor                                                                          | č. NKP: 404-360/21 Stand des NKP: 2012-02-08 Name: SCHODISKO S BRÁNOU     |
| ja   | Datei hochladen | südöstliche Bastion(sk) ObjektID: 404-360/22     | Standort KG: Nové Zámky Konskr.Nr.: 4766                         | opevnenie mesta;Forgáčovská bašta                       | Stadtbefestigung, Forgáč Bastion                                                      | č. NKP: 404-360/22 Stand des NKP: 2012-02-08 Name: BASTIÓN JUHOVÝCHODNÝ   |
| ja   | Datei hochladen | Gedenkkapelle(sk) ObjektID: 404-351/1            | Bernolákovo nám. 14 Standort KG: Nové Zámky Konskr.Nr.: 364,4765 | r.k.sv.Trojice;Bernolákova kaplnka                      | römisch-katholische Kapelle Heilige Dreifaltigkeit, Bernolák-Kapelle                  | č. NKP: 404-351/1 Stand des NKP: 2012-02-08 Name: KAPLNKA PAMÄTNÁ         |
| ja   | Datei hochladen | Grab mit Tafel(sk) ObjektID: 404-351/2           | Bernolákovo nám. Standort KG: Nové Zámky Konskr.Nr.:             | Bernolák,Lauro,Flenger;                                 | des Anton Bernolák                                                                    | č. NKP: 404-351/2 Stand des NKP: 2012-02-08 Name: HROB S TABUĽOU          |
| ja   | Datei hochladen | Gedenktafel(sk) ObjektID: 404-351/3              | Bernolákovo nám. Standort KG: Nové Zámky Konskr.Nr.:             | Bernolák A.-110.výročie;1762-1813,jazykoved.            | für Anton Bernolák, Sprachwissenschaftler                                             | č. NKP: 404-351/3 Stand des NKP: 2012-02-08 Name: TABUĽA PAMÄTNÁ          |
| ja   | Datei hochladen | Schule(sk) ObjektID: 404-353/1                   | Czuczora G. ul. 10 Standort KG: Nové Zámky Konskr.Nr.: 1235      | solitérna,chodbová;ZŠ s VJM G.Czuczora                  | Gergelya Czuczora                                                                     | č. NKP: 404-353/1 Stand des NKP: 2012-02-08 Name: ŠKOLA                   |
| ja   | Datei hochladen | Park(sk) ObjektID: 404-353/2                     | Czuczora G. ul. 10 Standort KG: Nové Zámky Konskr.Nr.: 1235      | park pri škole                                          | Park vor der Schule                                                                   | č. NKP: 404-353/2 Stand des NKP: 2012-02-08 Name: PARK                    |
| ja   | Datei hochladen | Umzäunung(sk) ObjektID: 404-353/3                | Czuczora G. ul. 10 Standort KG: Nové Zámky Konskr.Nr.: 1235      | betón,kov;                                              | Beton, Metall                                                                         | č. NKP: 404-353/3 Stand des NKP: 2012-02-08 Name: OPLOTENIE               |
| ja   | Datei hochladen | Denkmal(sk) ObjektID: 404-353/4                  | Czuczora G. ul. 10 Standort KG: Nové Zámky Konskr.Nr.: 1235      | turecké vojny;Oslobod.mesta od Turkov                   | für den türkischen Krieg, die Befreiung der Stadt                                     | č. NKP: 404-353/4 Stand des NKP: 2012-02-08 Name: POMNÍK                  |
| ja   | Datei hochladen | Synagoge(sk) ObjektID: 404-10671/0               | Česká bašta ul. 5 Standort KG: Nové Zámky Konskr.Nr.: 4758       | ortodoxná;Ortodoxná synagóga                            | orthodoxe                                                                             | č. NKP: 404-10671/0 Stand des NKP: 2012-02-08 Name: SYNAGÓGA              |
| ja   | Datei hochladen | Denkmal(sk) ObjektID: 404-350/0                  | Hlavné nám. Standort KG: Nové Zámky Konskr.Nr.:                  | Bernolák A.;1762-1813,jazykoved.                        | für Anton Bernolák, Sprachwissenschaftler                                             | č. NKP: 404-350/0 Stand des NKP: 2012-02-08 Name: POMNÍK                  |
| ja   | Datei hochladen | Figurengruppe auf Säule(sk) ObjektID: 404-2360/0 | Hlavné nám. Standort KG: Nové Zámky Konskr.Nr.:                  | sv.Trojica a 11 sôch;Trojičné súsošie                   | Heilige Dreifaltigkeit und 11 Skulpturen                                              | č. NKP: 404-2360/0 Stand des NKP: 2012-02-08 Name: SÚSOŠIE NA STĹPE       |
| ja   | Datei hochladen | Kirche(sk) ObjektID: 404-11347/0                 | Hlavné nám. 1 Standort KG: Nové Zámky Konskr.Nr.: 4760           | r.k.Povýšenia sv.Kríža;Býv.kost.Nanebovstúp.Pána        | römisch-katholische Kirche Erhöhung des Heiligen Kreuzes, ehem. Himmelfahrt des Herrn | č. NKP: 404-11347/0 Stand des NKP: 2012-02-08 Name: KOSTOL                |
| ja   | Datei hochladen | Konvent(sk) ObjektID: 404-358/1                  | Hlavné nám. 2 Standort KG: Nové Zámky Konskr.Nr.: 129            | chodbový,solitér;konvent františkánov                   | Franziskanerkloster                                                                   | č. NKP: 404-358/1 Stand des NKP: 2012-02-08 Name: KONVENT                 |
| ja   | Datei hochladen | Kirche(sk) ObjektID: 404-358/2                   | Hlavné nám. 17 Standort KG: Nové Zámky Konskr.Nr.: 33            | r.k.sv.Františka z Assisi;kostol sv.Františka           | römisch-katholische Kirche des heiligen Franz von Assisi                              | č. NKP: 404-358/2 Stand des NKP: 2012-02-08 Name: KOSTOL                  |
| ja   | Datei hochladen | Kapelle(sk) ObjektID: 404-11361/0                | Kapisztóryho ul. Standort KG: Nové Zámky Konskr.Nr.: 4762        | r.k.sv.Anny;kaplnka sv.Anny                             | römisch-katholische Kapelle St. Anna                                                  | č. NKP: 404-11361/0 Stand des NKP: 2012-02-08 Name: KAPLNKA               |
| ja   | Datei hochladen | Tor(sk) ObjektID: 404-11539/2                    | Kasárenská ul. Standort KG: Nové Zámky Konskr.Nr.: 5364          | hlavná vstupná brána                                    | Haupteingang                                                                          | č. NKP: 404-11539/2 Stand des NKP: 2012-02-08 Name: BRÁNA                 |
| ja   | Datei hochladen | Hippodrom(sk) ObjektID: 404-11539/1              | Kasárenská ul. KG: Nové Zámky Konskr.Nr.: 5367                   | vojenská;stará husárska jazdiareň                       | militärische Husarenreitschule                                                        | č. NKP: 404-11539/1 Stand des NKP: 2012-02-08 Name: JAZDIAREŇ             |
| ja   | Datei hochladen | Kapelle(sk) ObjektID: 404-11362/0                | Masaryka T.G. ul. Standort KG: Nové Zámky Konskr.Nr.: 4763       | r.k.sv.Antona Paduánskeho;kaplnka sv.Antona Paduánskeho | römisch-katholische Kapelle St. Anton von Padua                                       | č. NKP: 404-11362/0 Stand des NKP: 2012-02-08 Name: KAPLNKA               |
| ja   | Datei hochladen | Kapelle(sk) ObjektID: 404-11363/0                | Šafárikova ul. Standort KG: Nové Zámky Konskr.Nr.: 4764          | r.k.P.M.;kaplnka Panny Márie                            | römisch-katholische Kapelle Jungfrau Maria                                            | č. NKP: 404-11363/0 Stand des NKP: 2012-02-08 Name: KAPLNKA               |
| ja   | Datei hochladen | Artesischer Brunnen(sk) ObjektID: 404-2338/0     | Štefánikova ul. Standort KG: Nové Zámky Konskr.Nr.:              | liatina;Artézska studňa                                 | eisern                                                                                | č. NKP: 404-2338/0 Stand des NKP: 2012-02-08 Name: STUDŇA ARTÉZSKA        |
| ja   | Datei hochladen | Gymnasium(sk) ObjektID: 404-11479/1              | Štefánikova ul. 16 Standort KG: Nové Zámky Konskr.Nr.: 1213      | chodbové,solitér;                                       |                                                                                       | č. NKP: 404-11479/1 Stand des NKP: 2012-02-08 Name: GYMNÁZIUM             |
| ja   | Datei hochladen | Wohnhaus(sk) ObjektID: 404-11479/2               | Štefánikova ul. Standort KG: Nové Zámky Konskr.Nr.: 1212         | solitér;byty riaditeľa a personálu šk.                  | ehem. Direktor und wissenschaftliche Mitarbeiter                                      | č. NKP: 404-11479/2 Stand des NKP: 2012-02-08 Name: DOM BYTOVÝ            |
| ja   | Datei hochladen | Umzäunung(sk) ObjektID: 404-11479/3              | Štefánikova ul. Standort KG: Nové Zámky Konskr.Nr.:              | kombinované,tehla,kov;                                  |                                                                                       | č. NKP: 404-11479/3 Stand des NKP: 2012-02-08 Name: OPLOTENIE             |

## Legende
Die Tabelle enthält im Einzelnen folgende Informationen:
| Foto:                    | Fotografie des Denkmals. |
| Denkmal / č. ÚZPF:       | Die Übersetzung der Bezeichnung des Denkmals, wie sie vom Slowakischen Denkmalamt (Pamiatkový úrad Slovenskej republiky) verwendet wird. Die Originalbezeichnung ist unter dem Fragezeichen angegeben. Fehlt die Übersetzung, so wird die Originalbezeichnung direkt angezeigt. Weiters ist die Objekt-Identifikationsnummer (Objekt ID) angeführt. Sie ist die offizielle, in der Slowakei eindeutige Nummer č. ÚZPF inklusive der zugehörigen Zählnummer, wie sie in den Daten des Denkmalamtes angegeben wird. Da diese nur innerhalb eines Landkreises gezählt wird, ist dessen Nummer der Denkmalnummer vorangestellt. |
| Standort:                | Wenn in der Liste vorhanden, ist die Adresse angegeben. In Klammern kann sich noch eine zusätzliche Adresse befinden, wenn es beispielsweise ein Eckhaus ist. Bei freistehenden Objekten ohne Adresse (zum Beispiel bei Bildstöcken) ist eine Adresse angegeben, die in der Nähe des Objekts liegt. Durch Aufruf des Links Standort wird die Lage des Denkmals in verschiedenen Kartenprojekten angezeigt. Darunter sind die Katastralgemeinde (KG) und, wenn vorhanden, die Konskriptionsnummer (Konskr. Nr.) angegeben.                                                                                                   |
| Offizielle Beschreibung: | Es ist die Kurzbeschreibung auf Slowakisch, wie sie in den offiziellen Listen angegeben ist, eingetragen. |
| Beschreibung:            | Kurze Angaben zum Denkmal auf Deutsch. |
| Metadaten:               | Zusätzlich werden, wenn in den persönlichen Einstellungen das Helferlein Dauerhaftes Einblenden von Metadaten aktiviert ist, ebensolche angezeigt. |

- Karte mit allen Koordinaten:
- OSM |
- WikiMap